# Mùa bão Tây Bắc Thái Bình Dương 1972
Mùa bão Tây Bắc Thái Bình Dương 1972 không có giới hạn chính thức; nó diễn ra trong suốt năm 1972, nhưng hầu hết các xoáy thuận nhiệt đới có xu hướng hình thành trên Tây Bắc Thái Bình Dương trong khoảng giữa tháng 5 và tháng 11. Những thời điểm quy ước phân định khoảng thời gian tập trung hầu hết số lượng xoáy thuận nhiệt đới hình thành mỗi năm ở Tây Bắc Thái Bình Dương.
Phạm vi của bài viết này chỉ giới hạn ở Thái Bình Dương, khu vực nằm ở phía Bắc xích đạo và phía Tây đường đổi ngày quốc tế. Những cơn bão hình thành ở khu vực phía Đông đường đổi ngày quốc tế và phía Bắc xích đạo thuộc về mùa bão Đông Bắc Thái Bình Dương 1972. Bão nhiệt đới hình thành ở toàn bộ khu vực Tây Bắc Thái Bình Dương sẽ được đặt tên bởi Trung tâm Cảnh báo Bão Liên hợp  JTWC . Áp thấp nhiệt đới ở khu vực này sẽ có thêm hậu tố "W" phía sau số thứ tự của chúng. Áp thấp nhiệt đới trở lên hình thành hoặc đi vào khu vực mà Philippines theo dõi cũng sẽ được đặt tên bởi Cục quản lý Thiên văn, Địa vật lý và Khí quyển Philippines  PAGASA . Đó là lý do khiến cho nhiều trường hợp, một cơn bão có hai tên gọi khác nhau.

## Các cơn bão

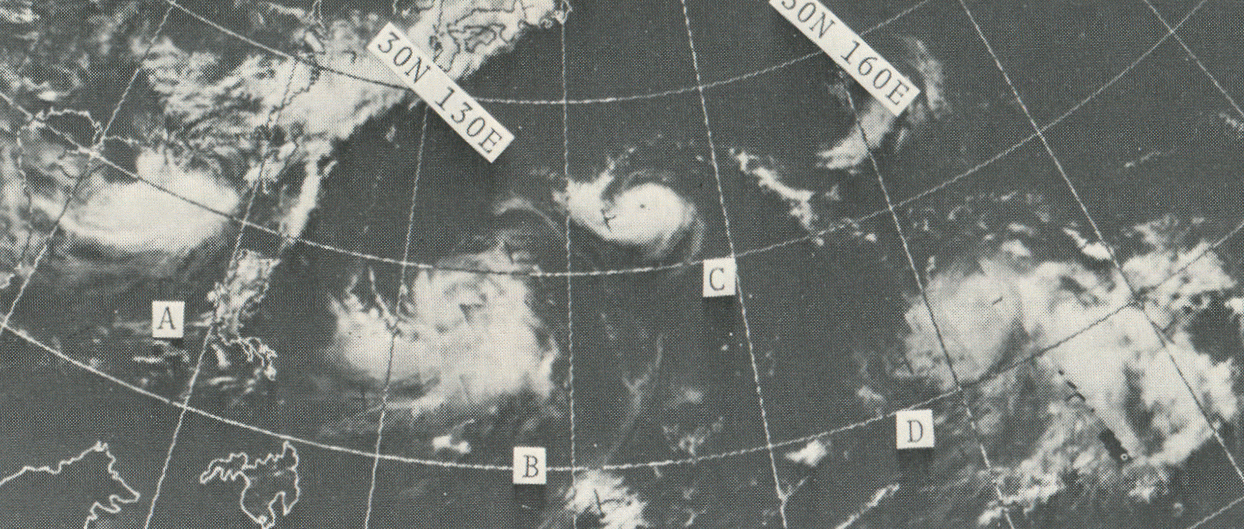
Một bức ảnh ghép mảnh từ vệ tinh thời tiết ESSA 9 chụp được 4 xoáy thuận nhiệt đới: Susan (A), Rita (B), Phyllis (C), và Tess (D) đang cùng hoạt động trên Tây Bắc Thái Bình Dương trong ngày 13 tháng 7 năm 1972

Tổng cộng có 36 áp thấp nhiệt đới hình thành trong năm trên Tây Bắc Thái Bình Dương, 30 trong số chúng trở thành những cơn bão nhiệt đới, 22 đạt cường độ bão cuồng phong, và 2 đạt cường độ siêu bão.

### Bão Kit (Asiang)
Một vùng nhiễu động nhiệt đới được tạo ra bởi một vùng thấp trên tầng đối lưu trong rãnh giữa Thái Bình Dương đã di chuyển về phía Tây vượt qua quần đảo Caroline, dần tổ chức thành áp thấp nhiệt đới 01W trong ngày 5 tháng 1. Áp thấp nhiệt đới đã mạnh lên nhanh chóng, đạt cường độ bão nhiệt đới vào cuối ngày mùng 5 và bão cuồng phong trong ngày mùng 6 khi nó ở gần Philippines. Trong hai ngày 6 và 7 tháng 1, Kit mạnh lên rất nhanh với vận tốc gió tăng lên 140 dặm/giờ (220 km/giờ), trở thành một trong những cơn bão mạnh nhất từng được ghi nhận trong tháng 1 trên bán cầu Bắc. Tuy nhiên dòng thổi vào của nó đã bị chia cắt ở phần phía Tây, khiến cơn bão suy yếu khi nó tiếp tục di chuyển theo hướng Tây. Vào ngày 7 tháng 1 Kit tấn công vùng phía Đông Philippines với sức gió 100 dặm/giờ (160 km/giờ). Do sự đổ vỡ của áp cao cận nhiệt, Kit chuyển hướng Bắc đi qua quần đảo, sau đó nó vòng sang phía Tây rồi Nam, hoàn thành quỹ đạo một vòng rộng và tan trong ngày 15 tháng 1, tại địa điểm chỉ cách nơi nó xuất phát ban đầu 310 km.
Cơn bão trái mùa, không bình thường, bất ngờ này đã khiến 204 người thiệt mạng và gây thiệt hại gần 23 triệu USD (USD 1972) tại Philippines. Sự tàn phá chủ yếu đến từ mưa và lũ lụt.

### Bão Lola
Hệ thống ở Bắc Bán cầu, một phần của cặp xoáy thuận nhiệt đới đôi, đã phát triển thành một áp thấp nhiệt đới trên khu vực phía Tây rạn san hô vòng Kwajalein trong ngày 29 tháng 5. Di chuyển về phía Tây, áp thấp nhiệt đới tăng cường chậm. Đến khi hệ thống chuyển hướng Tây Bắc và rồi là Bắc - Đông Bắc, nó đã đạt đỉnh trong ngày 5 tháng 6. Tiếp tục di chuyển theo hướng Bắc - Đông Bắc, Lola suy yếu đều đặn và chuyển đổi thành xoáy thuận ngoại nhiệt đới trong ngày mùng 7.
Lola đi qua khu vực cách các hòn đảo thuộc Micronesia với khoảng cách đủ gần để gây ra thiệt hại. Hai ngư dân được báo cáo là mất tích. Gió và sóng lớn gây thiệt hại 18 nghìn USD (USD 1972) tại Pohnpei và các rạn san hô vòng gần đó, đồng thời phá hủy hệ thống nước sạch, gây ra tình trạng thiếu nước uống. Ở Pingelap và Mokil đã có 60 ngôi nhà bị phá hủy.

### Bão Ora (Konsing)(bão số 2)
Bão Ora hình thành vào ngày 22 tháng 6, nó đã đi qua vùng miền Bắc Philippines trong ngày 24 và 25 với sức gió 85 dặm/giờ (135 km/giờ). Sau khi suy yếu trên đất liền, Ora mạnh trở lại trên Biển Đông với vận tốc gió tăng lên 90 dặm/giờ (140 km/giờ) trước khi tấn công miền Nam Trung Quốc trong ngày 27. Một đặc điểm bất thường của Ora là khi vượt Biển Đông, nó không bao giờ có được một wall cloud (tạm dịch: tường mây), mặc dù nó đã đạt đến cường độ bão cuồng phong.
Ora gây tổn thất nặng nề đến vùng Manila, Philippines. 131 người đã thiệt mạng, 4 trong số đó do một chiếc phà bị lật ở vùng Bicol. Tại cảng Manila, đã có vài con tàu bị gió và sóng cuốn lên bờ. Tổng cộng, Ora khiến 385.000 người mất nhà cửa thiệt hại là 15 triệu USD (USD 1972).

### Bão Phyllis
Hình thành vào ngày 5 tháng 7, Phyllis đã mạnh lên rất nhanh từ tối ngày mùng 9 đến sáng sớm ngày 11 thành một cơn bão có vận tốc gió 140 dặm/giờ (220 km/giờ). Sau khi chuyển hướng Tây Bắc, cơn bão đã suy yếu đều đặn khi nó tiếp cận Nhật Bản. Vào ngày 15 Phyllis tấn công vùng Đông Nam Nhật Bản với cường độ bão nhiệt đới, và đến đêm hôm đó nó đã trở thành xoáy thuận ngoại nhiệt đới.
Tại Nhật Bản, Phyllis khiến 3 người thiệt mạng, gây ra hơn 300 trận lở đất, và làm ngập lụt hơn 6.000 ngôi nhà. Tổng thiệt hại là trung bình.

### Bão Rita (Gloring)
Một rãnh thấp gần xích đạo đã sản sinh ra bốn xoáy thuận nhiệt đới trong ngày 5 tháng 7, một trong số chúng sau này đã trở thành siêu bão Rita. Có nguồn gốc từ ngoài đại dương, vùng áp thấp ban đầu di chuyển về phía Tây, mạnh lên thành một cơn bão nhiệt đới trong ngày mùng 7 và bão cuồng phong trong ngày mùng 8. Rita đã mạnh lên rất nhanh, đến ngày mùng 10 nó trở thành siêu bão và sang ngày 11 nó đạt cường độ tối đa với sức gió 165 dặm/giờ (270 km/giờ). Trong hai ngày tiếp theo Rita ít di chuyển và suy yếu khi nó hướng về phía Đông Bắc. Vào ngày 15 và 16, khi bão nhiệt đới Phyllis tấn công Nhật Bản, Rita một lần nữa ngừng trệ, và suy yếu với sức gió giảm còn 75 dặm/giờ (120 km/giờ). Sau đó Rita chuyển hướng Bắc, thời điểm để nó có thể mạnh lên. Khi đó, cơn bão Tess nằm tại vị trí chỉ cách Rita 800 hải lý về phía Đông, và một tương tác Fujiwhara đã xảy ra, buộc Rita phải thực hiện một vòng lặp lớn trong quỹ đạo từ ngày 21 đến 25 tháng 7. Sau khi vượt qua Okinawa, Rita tiếp tục di chuyển theo hướng Tây Bắc và bắt đầu tăng tốc khi nó đi vào một vùng hợp lưu được tạo ra bởi một rãnh thấp trên khu vực Manchuria và một áp cao cận nhiệt trên biển Nhật Bản. Cơn bão đã đi sát đường bờ biển phía Tây Hàn Quốc, đổ bộ vào cảng Thạch Đảo, Sơn Đông và suy yếu thành bão nhiệt đới. Rita tiếp tục di chuyển vào biển Bột Hải, tấn công vùng Đông Bắc Trung Quốc và tan trên khu vực núi Yến Sơn nằm về phía Tây Bắc thủ đô Bắc Kinh trong đêm ngày 27.
Rita là một cơn bão có kích thước lớn và tồn tại lâu, nó đã gây mưa lớn trên khắp các khu vực mà nó đi qua. Rita và sự hiện diện của bão nhiệt đới Susan đã làm tăng cường gió mùa Tây Nam trên vùng Luzon, gây mưa xối xả trong khoảng thời gian giữa các ngày 17 và 21 tháng 7 dẫn đến lũ lụt thảm khốc làm 214 người thiệt mạng và tổn thất là 150 triệu USD. Cơn bão cũng là nguyên nhân khiến chiếc máy bay Boeing B-52 rơi xuống vùng biển gần Guam trong ngày 8 tháng 7, khiến một thành viên trong phi hành đoàn sáu người tử nạn; năm người còn lại được cứu bởi tàu ngầm tấn công hạt nhân của hải quân Mỹ. Tại Đài Loan, mưa lớn đã gây ra lở đất, làm trật một đường ray tàu hỏa, khiến 3 người thiệt mạng. Tại Hàn Quốc, 8 người đã thiệt mạng, hơn 50 tàu chở hàng nhỏ mất tích, và hơn 200 ngôi nhà bị phá hủy. Có ba người thiệt mạng tại quần đảo Ryukyu. Tổn thất đến mùa màng là nặng nề, cùng một số lượng lớn tàu thuyền bị chìm, và vài tuyến đường cao tốc bị phong tỏa bởi các trận lở đất.
Tổng cộng Rita làm chết 229 người, khiến nó trở thành cơn bão chết chóc nhất của mùa bão.

### Bão Susan (Edeng)
Một vùng nhiễu động trong dải hội tụ nhiệt đới đã phát triển thành một áp thấp nhiệt đới trong ngày 5 tháng 7. Sau khi di chuyển theo hướng Tây Bắc vượt qua Philippines, áp thấp nhiệt đới đi vào Biển Đông trong ngày mùng 8 và gần như ngay lập tức nó đã mạnh lên thành một cơn bão nhiệt đới. Không lâu sau Susan chuyển hướng Bắc và di chuyển hết sức thất thường trong vòng 4 ngày. Đến ngày 11 tháng 7, Susan trở thành một cơn bão cuồng phong. Vào ngày 14, Susan di chuyển gần đến eo biển Đài Loan và nó đã đổ bộ vào tỉnh Phúc Kiến rồi tan trong đất liền trong ngày 15 tháng 7.
Cơn bão đã tạo ra những đợt sóng lớn tại đường bờ biển phía Tây Luzon. Susan cùng với Rita đã làm thay đổi những cơn gió mùa trên khu vực đất liền Philippines, điều này là nguyên nhân gây ra lũ lụt khiến 214 người thiệt mạng. Tuy nhiên, khi mà Rita phải chịu trách nhiệm chủ yếu cho tình thế thời tiết này, JTWC đã quy số người thiệt mạng cho hệ thống hình thành trước, là Rita. Còn Susan, nếu tính riêng, nó cũng đã khiến 4 người thiệt mạng tại Đài Loan.

### Bão Tess
Rãnh thấp gần xích đạo đã tạo ra bão Rita cũng đồng thời phát triển ra cơn bão Tess. Hình thành trong ngày 7 tháng 7 trên khu vực gần quần đảo Marshall, Tess di chuyển về phía Tây và mạnh lên thành một cơn bão cuồng phong trong ngày 12. Trong hai ngày tiếp theo, khi Tess chuyển hướng lên Tây Bắc, nó đã mạnh lên rất nhanh với sức gió tăng lên 145 dặm/giờ (230 km/giờ). Quá trình suy yếu đều đặn đã diễn ra khi cơn bão tiếp tục di chuyển theo hướng Tây Bắc. Một thời gian sau, Tess có khuynh hướng vòng sang phía Tây do nó chịu sự chi phối của một áp cao di động hình thành trên khu vực Nhật Bản. Tiếp đó, một tương tác Fujiwara giữa Tess và Rita đã mang bão Tess với sức gió 75 dặm/giờ (120 km/giờ) đổ bộ vào Nhật Bản trong ngày 23 tháng 7. Sau khi đi vào biển Nhật Bản và tan, tàn dư của Tess tiếp tục tiến lên phía Bắc và hợp nhất với một front trên khu vực phía Nam Vladivostok trong ngày 25.
Tess đã tạo ra sóng lớn và gây ngập lụt nặng tại Nhật Bản, làm chết 29 người, cùng 20 người mất tích. Thương vong đến chủ yếu từ những trường hợp bơi lội bị mắc kẹt trong sóng lớn.

### Bão Alice
Vào ngày 29 tháng 7, một vùng nhiễu động nhiệt đới đã hình thành từ dải hội tụ nhiệt đới và nó di chuyển qua quần đảo Marshall. Đến ngày 30 vùng nhiễu động đã trở thành áp thấp nhiệt đới và là bão nhiệt đới trong ngày tiếp theo. Alice đã trở thành một cơn bão cuồng phong trong ngày 2 tháng 8 và đạt đỉnh vào ngày mùng 4. Khi Alice tiếp tục di chuyển theo hướng Tây Bắc tiến đến Nhật Bản, nó đã suy yếu đều đặn. Cơn bão đã vòng lại, đi sượt qua Honshu, và chuyển đổi thành xoáy thuận ngoại nhiệt đới trong ngày mùng 8. Alice không đổ bộ lên đất liền.
Những đợt sóng được tạo ra từ nước biển dâng do Alice đã khiến một con sông ở Iwaki tràn bờ, tác động đến 300 ngôi nhà. Không có trường hợp nào thiệt mạng.

### Bão Betty (Maring)
Một áp thấp nhiệt đới đã hình thành trên khu vực gần quần đảo Caroline trong ngày 8 tháng 8. Sau khi trở thành một cơn bão nhiệt đới hệ thống đã vượt qua quần đảo Mariana. Chuyển hướng Tây, Betty tiếp tục mạnh lên và đạt đỉnh là một siêu bão trong ngày 15. Sau đó cơn bão chuyển dần từ hướng Tây sang Tây Bắc, đi qua phần phía Nam của quần đảo Ryukyu và ngay sát phía Bắc Đài Loan, cuối cùng đổ bộ vào Trung Quốc trong ngày 17. Trên đất liền, Betty đã suy yếu nhanh chóng và tan vào ngày hôm sau.
Betty đã gây tác động nhỏ đến quần đảo Ryukyu. Tại Philippines, nó đã làm gió mùa hoạt động tăng cường, khiến mưa nhiều hơn là nguyên nhân gây lũ lụt làm 7 người thiệt mạng tại Ilocos Sur. Ngoài ra có bốn người được cho là đã chết khi một chiếc máy bay hạng nhẹ mất tích. Những trận mưa nặng hạt đã diễn ra tại Đài Loan, kết quả là lũ lụt tại khu Tam Trọng khiến 300.000 người bị phong tỏa, đồng thời nhiều tuyến đường bộ và đường ray cũng bị lũ cuốn trôi. Hơn 220 ngôi nhà bị phá hủy hoàn toàn, cùng ít nhất 130 căn khác bị hư hại nặng. Tổng cộng Betty khiến 29 người thiệt mạng, 18 trong số đó là tại Đài Loan. Con số tổng thiệt hại tài sản đã không được biết đến.

### Bão Cora(bão số 3)
Một vùng nhiễu động ở phía Tây Luzon đã trở thành một áp thấp nhiệt đới trong ngày 22 tháng 8. Áp thấp nhiệt đới sau đó hướng về Biển Đông và mạnh lên thành một cơn bão nhiệt đới. Khi Cora tiếp cận đảo Hải Nam, nó đã trở thành xoáy thuận nhiệt đới thứ 4 trong tháng 8 mạnh lên thành bão cuồng phong trên Biển Đông kể từ năm 1945. Cora đổ bộ Hải Nam vào ngày 28, sau đó nó vượt vịnh Bắc Bộ, đổ bộ lần thứ hai lên khu vực phía Bắc Hải Phòng và tan trong ngày 29.
Không có thiệt hại về người hay tài sản được báo cáo.

### Bão Elsie(bão số 4)
Một áp thấp nhiệt đới đã hình thành trên vùng phía Tây vịnh Leyte trong ngày 30 tháng 8. Sau khi đi vào Biển Đông, nó đã mạnh lên thành một cơn bão nhiệt đới. Elsie tiếp tục mạnh lên thành một cơn bão cuồng phong trong ngày 1 tháng 9 và nó dần giảm tốc độ di chuyển. Đến ngày mùng 4 Elsie đổ bộ vào miền Trung Việt Nam và suy yếu nhanh chóng tuy nhiên nó vẫn giữ được đặc điểm nhận dạng. Hệ thống đã vượt bán đảo Đông Dương và đi vào vịnh Bengal trong ngày mùng 7, trở thành xoáy thuận nhiệt đới 24-72 của mùa bão Bắc Ấn Độ Dương 1972. Tàn dư của Elsie dần mạnh lên khi nó vượt qua vịnh Bengal. Vào ngày mùng 10 hệ thống đã đổ bộ lên vùng bờ biển Ấn Độ và tan nhanh chóng trên đất liền.
Elsie đã gây lũ lụt nặng khi nó di chuyển qua Thái Lan. Không có tác động nào khác được báo cáo đến JTWC.

### Bão Flossie(Nitang)(bão số 5)
Những tàn dư của Flossie đã trở thành xoáy thuận nhiệt đới 25-72 trên vịnh Bengal.

### Bão Helen (Paring)
Bão Helen là xoáy thuận nhiệt đới nghiêm trọng nhất tấn công Nhật Bản trong mùa bão Tây Bắc Thái Bình Dương 1972. Có nguồn gốc từ một vùng nhiễu động nhiệt đới trên khu vực gần quần đảo Bắc Mariana trong ngày 11 tháng 9, Helen đã dần mạnh lên khi nó di chuyển theo hướng Tây Bắc. Vào ngày 14, Helen đạt cường độ bão cuồng phong, và không lâu sau nó chuyển quỹ đạo sang thành Đông Bắc hướng tới Nhật Bản. Sự xuất hiện của một rãnh thấp trên biển Hoa Đông khiến Helen tăng tốc và nó đã đổ bộ vào khu vực gần Cape Kushimoto với cường độ bão cấp 3 trong thang bão Saffir-Simpson. Đến cuối ngày hôm đó, Helen đi vào biển Nhật Bản. Sau khi hợp nhất với một vùng thấp trên tầng cao, cơn bão đã chuyển đổi thành một xoáy thuận ngoại nhiệt đới trong ngày 19 và nó được ghi nhận lần cuối hai ngày sau, sau khi nó di chuyển qua vùng Nam Hokkaido.
Tại Nhật Bản, bão Helen đã gây ra mưa xối xả, lượng tối đa đạt 790 mm ở Hokkaido; cùng những cơn gió mạnh gây thiệt hại trên diện rộng. Đã có tổng cộng 4.213 ngôi nhà bị phá hủy và 146.547 ngôi nhà khác bị hư hại là hậu quả từ các trận lũ quét và lở đất. Một số lượng lớn tàu chở hàng bị mắc cạn do biển động, trong đó bao gồm hàng ngàn tấn hàng hóa vận chuyển. Tổng cộng, bão Helen làm chết 87 người và tổn thất là 102 triệu USD (USD 1972).

### Bão Pamela (Toyang)(bão số 6)
Bão Pamela đã tấn công Hong Kong khiến một người thiệt mạng.

### Bão Therese (Undang)(bão số 8)
Bão Therese đã phát triển trong ngày 30 tháng 11, và đến ngày 3 tháng 12 nó tấn công Philippines. Sau khi vượt qua quần đảo, cơn bão đạt đỉnh với sức gió 120 dặm/giờ (190 km/giờ) trên Biển Đông. Một cơn bão với cường độ mạnh như vậy xuất hiện trên Biển Đông tại thời điểm muộn trong năm là sự kiện hiếm gặp. Tiếp tục di chuyển về phía Tây, cường độ của Therese biến động thất thường, và đến ngày 9 tháng 12 nó đã tấn công miền Trung Việt Nam với sức gió 115 dặm/giờ (185 km/giờ). Therese tan vào ngày 12, sau khi nó đã khiến 90 người thiệt mạng và gây thiệt hại lớn trên khắp các khu vực mà nó đi qua.

## Tên bão
Trong năm 1972, bão nhiệt đới trên Tây Bắc Thái Bình Dương được đặt tên bởi Trung tâm Cảnh báo Bão Liên hợp (JTWC). Cơn bão đầu tiên được đặt tên là Kit và cuối cùng là Violet.
| - Agnes - Bess - Carmen - Della - Elaine - Faye - Gloria - Hester - Irma - Judy - Kit 1W - Lola 3W - Mamie 4W - Nina 5W - Ora 6W - Phyllis 7W - Rita 8W - Susan 9W - Tess 10W - Viola 11W - Winnie 12W | - Alice 13W - Betty 14W - Cora 15W - Doris 16W - Elsie 17W - Flossie 18W - Grace 19W - Helen 20W - Ida 22W - June 23C - Kathy 24W - Lorna 25W - Marie 26W - Nancy 27W - Olga 28W - Pamela 29W - Ruby 30C - Sally 31W - Therese 32W - Violet 33W - Wilda | - Anita - Billie - Clara - Dot - Ellen - Fran - Georgia - Hope - Iris - Joan - Kate - Louise - Marge - Nora - Opal - Patsy - Ruth - Sarah - Thelma - Vera - Wanda | - Amy - Babe - Carla - Dinah - Emma - Freda - Gilda - Harriet - Ivy - Jean - Kim - Lucy - Mary - Nadine - Olive - Polly - Rose - Shirley - Trix - Virginia - Wendy |

Có hai hệ thống hình thành trên khu vực Trung tâm Thái Bình Dương, bão nhiệt đới June và Ruby. Chính sách đặt tên tại thời điểm đó là sử dụng tên trong danh sách của xoáy thuận nhiệt đới Tây Bắc Thái Bình Dương để đặt cho xoáy thuận nhiệt đới Trung tâm Thái Bình Dương.

### Philippines
Cục quản lý Thiên văn, Địa vật lý và Khí quyển Philippines sử dụng một danh sách tên riêng cho các xoáy thuận nhiệt đới hình thành hoặc đi vào khu vực họ chịu trách nhiệm. Danh sách này lặp lại với chu kỳ 4 năm.
| - Asiang - Biring - Konsing - Didang - Edeng | - Gloring - Huaning - Isang - Lusing - Maring | - Nitang - Osang - Paring - Reming - Seniang | - Toyang - Undang - Welpring - Yoning - Aring | - Basiang - Kayang - Dorang - Enang - Grasing |